# Diecezja Tui-Vigo
Diecezja Tui-Vigo (łac. Dioecesis Tudensis-Vicensis) – diecezja Kościoła rzymskokatolickiego w Hiszpanii. Należy do metropolii Santiago de Compostela. Została erygowana w VI w. jako diecezja Tui. 9 marca 1959 zmieniono jej nazwę na diecezja Tui-Vigo.

## Biskupi
- Biskup diecezjalny: Antonio José Valín Valdés
- Biskup senior: Luis Quinteiro Fiuza